# Pavel Eichler
Pavel Eichler (* 1977) je bývalý český novinář zaměřený na sledování projevů xenofobie a extremismu. V současnosti se věnuje crowdfundingovému portálu Hithit.cz, který v roce 2012 spoluzaložil, práci v reklamě a psaní reportáží jako nezávislý publicista. Působí také jako instruktor izraelské reálné sebeobrany Krav Maga.

## Život
Začínal v roce 2000 v hudebním časopisu Bassline. V roce 2001 začal pracovat pro bulvárních časopisy Spy a Show, později se stal součástí týmu lidí okolo hudebního magazínu Tripmag, později pojmenovaný XMAG. V dubnu 2004 se stal šéfredaktorem hip-hopového časopisu Street. Časopis ale v červenci 2005 opustil a předal jiné redakci.V srpnu 2005, po událostech na Czechteku, se podílel na občanské iniciativě www.policejnistat.cz. Zorganizoval demonstraci na Letné i pochod Prahou a stal se tiskovým mluvčím celého projektu.
Ten samý rok začal spolupracovat s iDNES.cz a MF DNES. Na podzim 2005 začal pracovat pro vznikající Český rozhlas 4, (Radio Wave).
V roce 2007 se vrátil do vydavatelství MAFRA a začal na plný úvazek působil jako redaktor zpravodajského portálu iDNES.cz a MF DNES. Specializoval se na monitorování pravicové a levicového extremismu, dále byl vedoucím redaktorem rubriky Média.
Pavel Eichler je dlouholetým příznivcem taneční a hip-hopové scény. Podílel se na organizaci hudebních akcí, včetně festivalů, jako např. Cosmic Trip, Summer of love či Carl Cox Festival. Na jaře 2008 v klubu Roxy zorganizoval happening proti rozmachu xenofobie pod názvem Nedovedu pochopit. Vystoupila na něm berlínská elektronická skupina Jahcoozi a česko-britská skupina The Chancers. Od roku 2004 spolupracuje s hiphopovou skupinou Indy a Wich. Od roku 2007 se podílí na organizaci koncertů v rámci konceptu Conference, na kterých vystupovaly například skupiny Jaga Jazzist, Apparat, M83, Hooverphonic, Bonobo, Tosca, Caravan Palace, The Cinematic Orchestra, Bauchklang a další.
V roce 2009 se jako reportér idnes.cz účastnil Týdne nepřizpůsobivosti. Byl zadržen a obviněn se skupinou squatterů z nelegálního obývání cizího domu na Albertově. Druhý den mu policie obvinění zrušila. Inspekce ministra vnitra zamítla Eichlerovy stížnosti na postup policistů. Podle novináře Adama B. Bartoše, který v uvedené době pracoval v redakci iDNES, byl Eichler v domě na Albertově jako squatter. Podle redakce iDNES Eichler není squatter a na místě pracoval na reportáži. Podle Bartoše se redakce iDNES touto obhajobou ve skutečnosti snažila zakrýt faux pas, že jejich redaktor přespával ve squatu.
V roce 2008 zveřejnil národně pravicový web AlterMedia ČR fotografii Eichlera se zdviženou pravicí a informoval o jeho údajné neonacistické minulosti. Obdobné fotografie zveřejnil i neonacistický server odpor.org, který o rok později navíc přetiskl údajnou policejní zprávu, která tvrdí totéž. V roce 2010 informoval o Eichlerově minulosti i web policista.cz. Pavel Eichler namítá, že fotografie není pravá a je součástí odplaty neonacistů kvůli reportérské práci pro iDNES.cz a MF DNES.